# Henri Mertens
Maria Henricus (Henri) Mertens (Kruibeke, 27  december 1851 - aldaar, 3  november 1920) was een Belgisch brouwer en politicus voor de Katholieke Partij.

## Levensloop
Mertens was bierbrouwer en trouwde in 1875 met Marie-Josèphe Erix (1851-1926). Ze hadden veertien kinderen, van wie twee zonen hoogleraar werden aan de Katholieke Universiteit Leuven. Hun zonen en diens nakomelingen kregen vergunning om hun naam te wijzigen in 'Mertens de Wilmars', in herinnering aan een familie de Wilmars waar ze van afstamden en die was uitgestorven.
Mertens werd gemeenteraadslid (vanaf 1890), schepen (1891-1894) en burgemeester (1894-1920) van Kruibeke. In 1900 werd hij verkozen tot katholiek senator voor het arrondissement Dendermonde-Sint-Niklaas en vervulde dit mandaat tot aan zijn dood.